# ذا ينغ دوكتورز
ذا ينغ دوكتورز (بالإنجليزية: The Young Doctors)‏ هو مسلسل دراما تم إنتاجه في أستراليا. بدأ عرضه في سنة 1976. بلغ عدد مواسم المسلسل 8 مواسم، بلغ عدد حلقاته 1396 حلقة، وتبلغ مدة الحلقة الواحدة 25 دقيقة. المسلسل من تأليف ألان كولمان، وهو من إخراج ألان كولمان ومايك ميرفي. تم بث المسلسل لأول مرة بتاريخ 8 نوفمبر 1976 بينما تم بث آخر حلقة منه بتاريخ 30 مارس 1983. من بطولة دلفين ديلاني، جوان صموئيل، ليندا ستونر وبولا دنكان.

## روابط خارجية
- ذا ينغ دوكتورز على موقع IMDb (الإنجليزية)
- ذا ينغ دوكتورز على موقع كينوبويسك (الروسية)
- ذا ينغ دوكتورز على موقع قاعدة بيانات الفيلم (الإنجليزية)